# Schulgesetz (Schleswig-Holstein)
Das Schulgesetz (SchulG) regelt die rechtlichen Grundlagen des Schulwesens in Schleswig-Holstein.

## Gesetzesstruktur
Das Gesetz ist wie folgt strukturiert:
- Erster Teil: Auftrag und Gliederung des Schulwesens (§ 1 - § 10)
  - Abschnitt I: Einleitende Vorschriften (§ 1 - § 3)
  - Abschnitt II: Auftrag der Schule (§ 4 - § 7)
  - Abschnitt III: Gliederung des Schulwesens (§ 8 - § 10)
- Zweiter Teil: Besuch öffentlicher Schulen (§ 11 - § 32)
  - Abschnitt I:Schulverhältnis (§ 11 - § 19)
  - Abschnitt II: Schulpflicht (§ 20 - § 24)
  - Abschnitt III: Ergänzende Bestimmungen (§ 25 - § 29)
  - Abschnitt IV: Datenschutz im Schulwesen (§ 30 - § 32)
- Dritter Teil: Lehrkräfte an öffentlichen Schulen (§ 33 - § 40)
  - Abschnitt I: Schulleiterinnen und Schulleiter (§ 33 - § 36)
  - Abschnitt II: Mitwirkung bei der Bestellung der Schulleiterinnen und Schulleiter (§ 37 - § 40)
- Vierter Teil: Öffentliche allgemein bildende Schulen und Förderzentren (§ 41 - § 87)
  - Abschnitt I: Schularten (§ 41 - § 46a)
  - Abschnitt II: Trägerschaft (§ 47 - § 61)
    - Unterabschnitt 1: Allgemeine Bestimmungen (§ 47 - § 52)
    - Unterabschnitt 2: Schulträger (§ 53 - § 56)
    - Unterabschnitt 3: Errichtung von Schulen (3 57 - § 61)

  - Abschnitt III: Mitwirkung der Lehrkräfte, Eltern, Schülerinnen und Schüler (§ 62 - § 87)
    - Unterabschnitt 1: Konferenzen (§ 62 - § 68)
    - Unterabschnitt 2: Elternvertretungen (§ 69 - § 78)
    - Unterabschnitt 3: Schülervertretungen, Schülerzeitungen, Schülergruppen (§ 79 - § 87)
- Fünfter Teil: Öffentliche berufsbildende Schulen (§ 88 - § 110)
  - Abschnitt I: Schularten (§ 88 - § 93)
  - Abschnitt II: Trägerschaft (§ 94 - § 96)
  - Abschnitt III: Mitwirkung der Lehrkräfte, Eltern, Schülerinnen und Schüler (§ 97 - § 99)
  - Abschnitt IV: Regionale Berufsbildungszentren (RBZ) (§ 100 - § 110)
- Sechster Teil: Schullastenausgleich und Schülerbeförderung (§ 111 - § 114)
- Siebenter Teil: Schulen in freier Trägerschaft (§ 115 - § 124)
  - Abschnitt I: Errichtung von Schulen in freier Trägerschaft (§ 115 - § 118)
  - Abschnitt II: Zuschüsse an Ersatzschulen (§ 119 - § 123a)
  - Abschnitt III: Zuschüsse an Ersatzschulen der dänischen Minderheit
- Achter Teil: Aufsicht des Landes über das Schulwesen (§ 125 - § 135)
  - Abschnitt I: Aufgaben der Schulaufsichtsbehörden, unterstützende Stellen (§ 125 - § 128)
  - Abschnitt II: Organisation der Schulaufsichtsbehörden (§ 129 - § 131)
  - Abschnitt III: Schulpsychologischer Dienst (§ 132 - § 133)
  - Abschnitt IV: Institut für Qualitätsentwicklung, Landesschulbeirat (§ 134 - § 135)
- Neunter Teil: Übergangs- und Schlussbestimmungen (§ 136 - § 151)

## Verfassungsrechtliche Vorgaben
Das Grundgesetz für die Bundesrepublik Deutschland trifft in Artikel 7 folgende Festlegungen:
"(1) Das gesamte Schulwesen steht unter der Aufsicht des Staates.
(2) Die Erziehungsberechtigten haben das Recht, über die Teilnahme des Kindes am Religionsunterricht zu bestimmen.
(3) Der Religionsunterricht ist in den öffentlichen Schulen mit Ausnahme der bekenntnisfreien Schulen ordentliches Lehrfach. Unbeschadet des staatlichen Aufsichtsrechtes wird der Religionsunterricht in Übereinstimmung mit den Grundsätzen der Religionsgemeinschaften erteilt. Kein Lehrer darf gegen seinen Willen verpflichtet werden, Religionsunterricht zu erteilen.
(4) Das Recht zur Errichtung von privaten Schulen wird gewährleistet. Private Schulen als Ersatz für öffentliche Schulen bedürfen der Genehmigung des Staates und unterstehen den Landesgesetzen. Die Genehmigung ist zu erteilen, wenn die privaten Schulen in ihren Lehrzielen und Einrichtungen sowie in der wissenschaftlichen Ausbildung ihrer Lehrkräfte nicht hinter den öffentlichen Schulen zurückstehen und eine Sonderung der Schüler nach den Besitzverhältnissen der Eltern nicht gefördert wird. Die Genehmigung ist zu versagen, wenn die wirtschaftliche und rechtliche Stellung der Lehrkräfte nicht genügend gesichert ist.
(5) Eine private Volksschule ist nur zuzulassen, wenn die Unterrichtsverwaltung ein besonderes pädagogisches Interesse anerkennt oder, auf Antrag von Erziehungsberechtigten, wenn sie als Gemeinschaftsschule, als Bekenntnis- oder Weltanschauungsschule errichtet werden soll und eine öffentliche Volksschule dieser Art in der Gemeinde nicht besteht.
(6) Vorschulen bleiben aufgehoben."

Die Landesverfassung trifft ergänzend dazu in Artikel 12 Festlegungen zum Schulwesen. Es wird eine allgemeine Schulpflicht konstituiert, die Schüler in Schulen werden nicht nach Religion oder Bekenntnis getrennt, die dänische Minderheit wird besonders geschützt, der Unterricht der friesischen und niederdeutschen Sprache wird gefördert. Es wird außerdem ein Gesetzgebungsauftrag formuliert.

## Wesentliche Gesetzesinhalte

### Geltungsbereich
Das Gesetz gilt für alle öffentlichen Schulen, für Privatschulen gilt es nur, wenn dies ausdrücklich bestimmt wurde.

### Stellung der Schule
Schulen sind selbstständig in der Erfüllung ihres Auftrages und der Verwaltung ihrer Angelegenheiten. Hierfür müssen sich die Bildungseinrichtungen ein Programm geben, welches festlegt, welches pädagogische Konzept verfolgt werden soll und wie das Schulleben gestaltet ist. Hierbei können öffentliche Schulen auf Grundlage von im Einzelfall oder generell erteilten Vollmachten Rechtshandlungen für das Land oder den Schulträger vornehmen.

## Geschichte
Das heutige Land Schleswig-Holstein gehörte zum Freistaat Preußen, welcher wiederum ein Gliedstaat des Deutschen Reichs war. In Preußen wurde 1930 ein Gesetz über das Schulgeld verabschiedet. Dieses legte fest, dass das Schulgeld ein Drittel der Kosten, die ein Schüler durchschnittlich verursacht, nicht übersteigen durfte. An öffentlichen höheren Schulen musste Schulgeld erhoben werden. 1938 trat dann das Reichsschulpflichtgesetz in Kraft, welches die Schulpflicht im Deutschen Reich regelte. Mit Inkrafttreten des Grundgesetzes 1949 ging die Gesetzgebungskompetenz für das Schulrecht auf die Länder über. Am 23. August 1946 wurde das Schleswig-Holstein als deutsches Land gegründet. 1948 verabschiedete der Landtag ein Gesetz, welches dem Land eine Schulrechtsreform auftrug. Drei Jahre später wurde schließlich ein Schulgeldfreiheitsgesetz erlassen, wodurch das Preußische Gesetz über das Schulgeld außer Kraft trat. Im Jahr 1955 wurde schließlich die Schulpflicht gesetzlich normiert. Am 2. August 1978 wurde das heutige Schulgesetz verabschiedet. Bis zur ersten Neufassung 1990 erfolgten sieben Änderungen. In dieser am 1. August in Kraft getretenen Fassung gab es unter anderem Änderungen Bildungs- und Erziehungszielen, welche sich in Richtung Gleichberechtigung und Umwelterziehung weiterentwickelten. Ferner wurde die Möglichkeit geschaffen, behinderte Kinder zusammen mit nicht behinderten Kindern zu beschulen, Gesamtschulen wurden eingeführt. Darüber hinaus erweiterte der Normgeber die Mitwirkungsrecht der Schüler, Eltern und Lehrkräfte, führte den Datenschutz in das Gesetz ein und schaffte Beiträge der Eltern an der Schulbuchbeschaffung ab. Bis zum Neuerlass am 24. Januar 2007 wurde das Gesetz 34 mal geändert. Am 24. Januar 2007 kam es dann zu einer Neufassung, welche die Grundlage des heute geltenden Rechts bildete. Diese galt ab dem 9. Februar 2007. Es kam im Folgenden zu 33 weiteren Änderungen, von denen die letzte am 1. Januar 2021 in Kraft trat.